# Friskaffären
Friskaffären är en bok från 1979 av läkaren och författaren Richard Fuchs, och är en av  författarens humoresksamlingar.

## Utgåvor på andra språk
- 1980 - Helt sykt (bokmål) ISBN 82-05-12312-8

## Andra utgåvor
- 1992 - Återbesök : hälsosamma berättelser ur Receptfritt och Friskaffären ISBN 91-46-16151-1